# Vega Baja
Vega Baja – miasto w Portoryko; w  aglomeracji San Juan; 29 400 mieszkańców (2006). Jest siedzibą gminy Vega Baja.